# Harvard-Konzept
Das Harvard-Konzept (auch Harvard-Ansatz, Harvard-Prinzip oder Harvard-Modell) beschreibt zentrale Merkmale des sachbezogenen Verhandelns. Die darin enthaltenen Prinzipien formulierte der amerikanische Rechtswissenschaftler Roger Fisher im Jahr 1981 gemeinsam mit William Ury in dem Buch Getting to Yes (deutscher Titel: Das Harvard-Konzept). Später kam Bruce Patton hinzu. Das Konzept beruht auf dem Harvard Negotiation Project der Harvard-Universität. Es ist ein Teil des Program on Negotiation (‚Verhandlungsprogramm‘) der Harvard Law School.
Ziel der Methode ist eine interessenorientierte, konstruktive und friedliche Einigung in Konfliktsituationen mit einem Win-Win-Ergebnis. Die Methode geht über klassische Kompromisse hinaus. Im Vordergrund steht der größtmögliche beiderseitige Nutzen, wobei über die sachliche Übereinkunft hinaus auch für beide Verhandlungsseiten die Qualität der persönlichen Beziehungen gewahrt bleiben soll.

## Konzeptbeschreibung

### Allgemein
Es müssen dabei vier Bedingungen eingehalten werden:
1. behandle Menschen und ihre Interessen (die Sachfragen) getrennt voneinander;
2. konzentriere dich auf die Interessen der Beteiligten und nicht auf ihre Positionen;
3. entwickle Entscheidungsoptionen (Auswahlmöglichkeiten); und
4. bestehe auf objektiven Beurteilungskriterien (bspw. gesetzliche Regelungen, ethische Normen), bei deren Einhaltung das Ziel eine Übereinkunft ist, die folgenden Anforderungen genügt:

- die guten Beziehungen der Parteien bleiben erhalten,
- beide Seiten nehmen mit, was sie brauchen – oder, wenn beide das Gleiche brauchen, teilen es fair (bspw. nach dem „Einer-teilt-einer-wählt“-Prinzip) –, und
- es wird zeiteffizient verhandelt (da nicht auf Positionen herumgeritten wird).

Unbefriedigende Übereinkünfte können nur vermieden werden, wenn die Beteiligten vor der Verhandlung ihr jeweiliges Minimalziel kennen. Hierbei wird empfohlen sich daran zu orientieren, welche „nächstbeste“ Alternative sie haben, falls die Verhandlung scheitert (BATNA).
Wichtig ist, dass sachlich verhandelt wird. Erreicht wird dies, indem:
- faule Tricks in Verhandlungen sofort direkt angesprochen werden, um ihnen den Wind aus den Segeln zu nehmen, und
- man sich nicht unter Druck setzen lässt, um zu einer Einigung zu gelangen, und ggf. die Verhandlungen unterbricht – bis das Gegenüber auf eine sachliche Verhandlungsart zurückfindet (hier kann auch die Verhandlungsart selbst zum Gegenstand des Verhandelns werden)

Bei ständigen persönlichen Angriffen eines Verhandlungspartners kann ein geschicktes Ausweichen und der gleichzeitige Hinweis auf sachliche Aspekte die Verhandlungen auf diese Ebene zurückführen.
Bei absurden oder schwer annehmbaren Forderungen einer Seite schlagen die Entwickler des Konzepts vor,
- hypothetisch zu akzeptieren, dies laut ausgesprochen zu evaluieren und die inakzeptablen Konsequenzen zu erläutern,
- den anderen um Rat zu fragen hinsichtlich der eigenen nicht akzeptablen Sachverhalte, oder
- einen unabhängigen Dritten (Mediator) hinzuzuziehen.

Das Harvard-Konzept unterscheidet zwischen den beiden Kommunikations-Ebenen Sachinhalt (also der zu verhandelnden Übereinkunft an sich) und Verhandlungsführung (der Meta-Ebene).

### Das Harvard-Konzept in Unternehmen
Das Harvard-Konzept bietet vier Felder der Unternehmenspolitik:
1. Partizipation
2. Personalbeschaffung (mit Personaleinsatz und Personalfreisetzung)
3. Belohnungssystem
4. Arbeitsorganisation.

Ziel ist, diese vier Politikfelder so integrativ untereinander und mit der Unternehmensstrategie abzustimmen, dass durch eine Beteiligung der Mitarbeiter bei Entscheidungen die Wirtschaftlichkeit des Unternehmens verbessert werden kann. Beeinflusst werden die Politikfelder durch die Interessen der Teilnehmer (Eigentümer, Mitarbeiter) und Bezugsgruppen (Gewerkschaften und Lieferanten) des Unternehmens. Gelenkt werden die Felder durch situative Faktoren (z. B. Unternehmensphilosophie).

## Bekannte Anwendungen
- Camp-David-Abkommen (Sinai)